# Down in It
«Down in It» (también conocido como «Halo 1») es un sencillo de la banda de rock industrial estadounidense Nine Inch Nails, lanzado en septiembre de 1989.  Se lanzó como sencillo teaser antes del álbum debut de la banda, Pretty Hate Machine.
"Down in It" fue la primera canción que compuso Trent Reznor. Ha sido versionada por Eric Gorfain, The Meeks, Sacha y Tiga.

## Sencillo
«Down in It» fue el primer lanzamiento oficial de Nine Inch Nails y el primero en extraerse de Pretty Hate Machine. Inicialmente se lanzó en vinilo, aunque posteriormente salió una versión en CD después del éxito inicial del álbum.

### Lanzamientos
- TVT Records TVT 2611 – Vinilo 12"
- TVT Records TVT 2611-2 – CD

### Lista de canciones
- todas las versiones remezcladas por Adrian Sherwood y Keith LeBlanc

1. «Down in It» (skin) – 3:48
2. «Down in It» (shred) – 6:56
3. «Down in It» (singe) – 7:03

## Recepción crítica
El lanzamiento en formato sencillo fue criticada por Allmusic, diciendo que las tres remezclas eran peores que la original. Ya que después aparecieron las tres remezclas en el sencillo "Head Like a Hole", Allmusic dijo que el sencillo de "Down in It" era "completamente superfluo y útil sólo para los acérrimos de NIN".